# Philipp August Böckh
Philipp August Böckh (n. 24 noiembrie 1785, Karlsruhe – d. 3 august 1867, Berlin) a fost un savant german, filolog, istoric și arheolog.

## Viața
Philipp August Böckh s-a născut la 24 noiembrie 1785 în orașul Karlsruhe. După ce și-a făcut studiile gimnaziale în orașul natal, în 1803 s-a înscris la Universitatea din Halle, unde a studiat mai întâi teologia. Influențat de avântul pe care îl luaseră studiile clasice și umaniste, s-a transferat la facultatea de filologie, unde a devenit unul dintre cei mai buni studenți. În anul 1807 a devenit lector la Universitatea din Heidelberg, obținând titlul de profesor universitar doi ani mai târziu.
În 1811 Böckh s-a mutat la nou-înființata Universitate Humboldt din Berlin, unde a fost numit profesor de elocință și literatură clasică. A activat la această Universitate până la moartea sa. El a fost ales membru al Academiei de Științe din Berlin în anul 1814 și pentru o lungă perioadă de timp a fost secretar al acestei prestigioase instituții. Multe dintre discursurile sale cuprinse în antologia "Gesammelte Kleine Schriften" au fost compuse în această calitate.
Böckh a dezvoltat ideile lui Friedrich August Wolf (care îi fusese profesor la Universitatea din Halle) în ceea ce privește filologia și le-a ilustrat prin lucrări teoretice și practice. Renunțând la teoriile filologice mai vechi, el a considerat necesară considerarea moștenirii antichității ca un întreg de cunoștințe (totius antiquitatis cognitio), istorice și filosofice. Böckh împarte filologia în cinci părți: mai întâi, o anchetă în actele publice, cu cunoașterea vremurilor și locurilor în instituțiile civile, și, de asemenea, în legislație; în al doilea rând, o anchetă în afacerile private; în al treilea rând, o prezentare a religiilor și artelor popoarelor antice; în al patrulea rând, un istoric al tuturor speculațiilor privind morala și credințele, precum și a literaturii acestor popoare antice; iar în al cincilea rând, o explicație completă a limbilor antice. În discursul său de la deschiderea Congresului filologilor germani din 1850, el a definit filologia ca o construcție istorică a întregii vieți - prin urmare, toate formele de cultură și toate producțiile unui popor în tendințele sale practice și spirituale. El admitea că o astfel de lucrare este mult prea mare pentru orice persoană, dar că un număr foarte mare de subiecte este stimulent pentru căutarea adevărului, iar oamenii de știință trebuie să depună eforturi în acest sens.
Philipp August Böckh a murit pe 3 august 1867 la Berlin. Era considerat ca fiind unul dintre cei mai renumiți oameni de știință ai timpului său.

## Opera
Cele mai importante tratate de istorie și de istorie a literaturii publicate de Philipp August Böckh sunt următoarele:
- Die Staatshaushaltung der Athener (Economia politică a atenienilor, 2 volume, 1817)
- De Metris Pindari (Despre operele lui Pindar, 4 volume, 1811-1822)
- Corpus inscriptionum Graecarum (3 volume, 1824-1850)

Din 1806 și până la moartea sa (1867) activitatea literară a lui Böckh a fost neîncetată. Printre scrierile sale principale se numără și editarea operelor poetului antic grec Pindar: primul volum (1811) conține textul odelor epice ale lui Pindar, un tratat (De Metris Pindari) și note critice; al doilea volum (1819) conține Scholia, o traducere latină, un comentariu, fragmente și indecși. Aceasta a fost pentru o lungă perioadă de timp cea mai completă ediție a lui Pindar, plasându-l pe Böckh printre cercetătorii de prim rang ai operelor literare ale antichității. El a subliniat legătura strânsă dintre muzică și poezie a grecilor, investigând minuțios natura muzicii grecești, în măsura în care aceasta poate fi stabilită, precum și toate detaliile privind instrumentele muzicale grecești. În acest mod, el a pus bazele științifice pentru studierea operelor lirice și epice ale Greciei antice.
O altă operă notabilă a lui Philipp August Böckh este Die Staatshaushaltung der Athener ("Economia politică a atenienilor") - 1817. În aceasta, el a investigat un subiect de dificultate deosebită, dar din care se pot trage învățăminte profunde. Böckh a adunat informații din întreaga literatură greacă disponibilă, evaluând cu atenție valoarea informațiilor oferite și aratând o rară capacitate de critică și înțelegere. O altă lucrare a sa, de natură similară, este Metrologische Untersuchungen über Gewichte, Münzfüsse, Masse und des Alterthums, din 1838.
Dar cea mai renumită lucrare științifică a lui Böckh a fost considerată Corpus inscriptionum Graecarum. Primele trei volume au apărut între 1824 și 1850, iar al patrulea volum a fost publicat în 1877, după moartea autorului, fiind editat de către Johannes Franz, Ernst Curtius, Adolf Kirchhoff și Hermann Röhl. Deoarece în lucrările sale anterioare, Böckh obținuse o mare cantitate de informații în ceea ce privește impozitele și veniturile statului atenian din inscripțiile antice, era firesc ca atunci când Academia de Științe din Berlin hotărâse publicarea unei colecții complete a inscripțiilor din Grecia antică, Böckh să fie ales ca redactor principal.
Activitatea științifică a lui Böckh a fost marcată de o continuă divagație prin domenii foarte diferite. Astfel, el și-a câștigat o poziție de prim rang în rândul cercetătorilor cronologiei antice, numele lui ocupând un loc cel puțin egal cu cele ale lui Ideler și Mommsen. Lucrările sale principale în acest domeniu au fost: Zur Geschichte der Mondcyclen der Hellenen (1855); Epigraphisch-chronologische Studien (1856); Uber die vierjährigen Sonnenkreise der Alten (1863). Böckh, de asemenea, a scris și unele lucrări în domeniul filozofiei, printre care cea referitoare la doctrina platoniciană a lumii (De Platonica Corporis Fabrica mundani et de Vera indol, Astronomiae Philolaice - 1810), precum și Manetho und die Hundsternperiode (1845).